# 關中學派
關中學派簡稱关学，是宋朝理学的学派之一。
關中學派創始人是北宋張載，因家居關中（函谷关❲今河南省靈寶市東北❳以西，散关❲今陝西省寶雞市西南❳以东），又其追隨弟子多是關中人，如明朝高陵❲今陝西省西安市高陵區❳）的吕泾野、长安❲明朝屬西安府長安縣，今陝西省西安市❳）的馮從吾、明末清初周至❲今陝西省西安市周至縣，1964年前称盩厔（或稱盩庢）❳）的李二曲，故稱之關學。親傳弟子中又以北宋藍田❲今陝西省西安市藍田縣❳）吕大临、吕大钧兄弟為代表，明末黄宗羲在《宋元学案》中称“吕氏为关中学派蓝田系”。關學強調“通經致用”、“躬行礼教”，傳至晚清牛兆濂逐漸沒落。